# Lethbridge

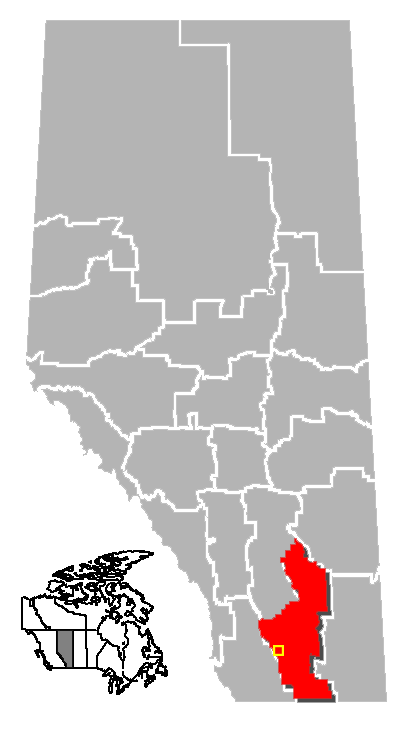
Localização de Lethbridge em Alberta.

Lethbridge  é uma cidade na província de Alberta, Canadá. Com uma população de 101.482 habitantes em seu censo municipal de 2019, Lethbridge se tornou a quarta cidade de Alberta a ultrapassar 100.000 pessoas. As próximas Montanhas Rochosas Canadianas contribuem para os verões quentes, invernos amenos e clima ventoso da cidade. Lethbridge está localizada a sudeste de Calgary, às margens do Rio Oldman.

## Personalidades
- Bertram Neville Brockhouse (1918-2003), Prémio Nobel de Física de 1994